# La Chute des anges rebelles
Pour les articles homonymes, voir La Chute des anges rebelles (homonymie).
La Chute des anges rebelles (aussi connu sous le nom de L'archange Michel terrassant le dragon apocalyptique) est une peinture à l'huile du peintre Pieter Brueghel l'Ancien datée de 1562 et exposée aux musées royaux des beaux-arts de Belgique à Bruxelles, aux côtés de La Chute d'Icare et du Paysage d'hiver avec patineurs et trappe aux oiseaux.
Malgré sa popularité, il n'est presque jamais autorisé à participer à des expositions étrangères. Cela est dû au fait que l'image est réalisée sur une planche de bois, qui a plus de 450 ans, et est donc dans un état plutôt fragile et nécessite des soins particuliers. Ainsi, il n'a pas été prêté au Musée d'histoire de l'art de Vienne pour participer à l'exposition consacrée au 450e anniversaire de la mort de Pieter Brueghel l'Ancien.
Avec Le Triomphe de la Mort et Margot la Folle, le tableau forme une série de peintures intitulée la « Trilogie de la recherche de Dieu », qui traite du thème des vices, des voies de salut et du complexe de la présence ou de l'absence invisible de Dieu, peinte sous l'influence des Sept Péchés capitaux de Jérôme Bosch.

## Historique

### Contexte
La création de l'image a été précédée d'une période de longs voyages et de déménagements de Pieter Brueghel l'Ancien. Après avoir visité l'Italie, Brueghel est retourné à Anvers en 1554. Ensuite, il a déménagé à Amsterdam pendant un certain temps, puis s'est finalement établi à Bruxelles,.
Cette œuvre date de la période au cours de laquelle l'artiste a peint des tableaux composés d'une multitude de personnages pris sur le vif. À cette époque, Brueghel préférait les compositions avec une figure centrale placée parmi de nombreuses figures plus petites. Cela ne se manifeste pas seulement à travers La Chute des anges rebelles, mais aussi à travers des œuvres telles que Dulle Griet et dans la série de gravures des Vices et des Vertus réalisée pour l'éditeur anversois Jérôme Cock.

### Appartenance
Actuellement, il n'y a aucune information sur l'identité du client initial de La Chute des anges rebelles ni de son premier propriétaire. On sait avec certitude qu'il est entré dans les fonds des Musées royaux des Beaux-Arts en 1846, lorsqu'il a été acheté au dernier propriétaire connu, Félix Stappaerts, pour la somme de 500 francs.

### Attribution

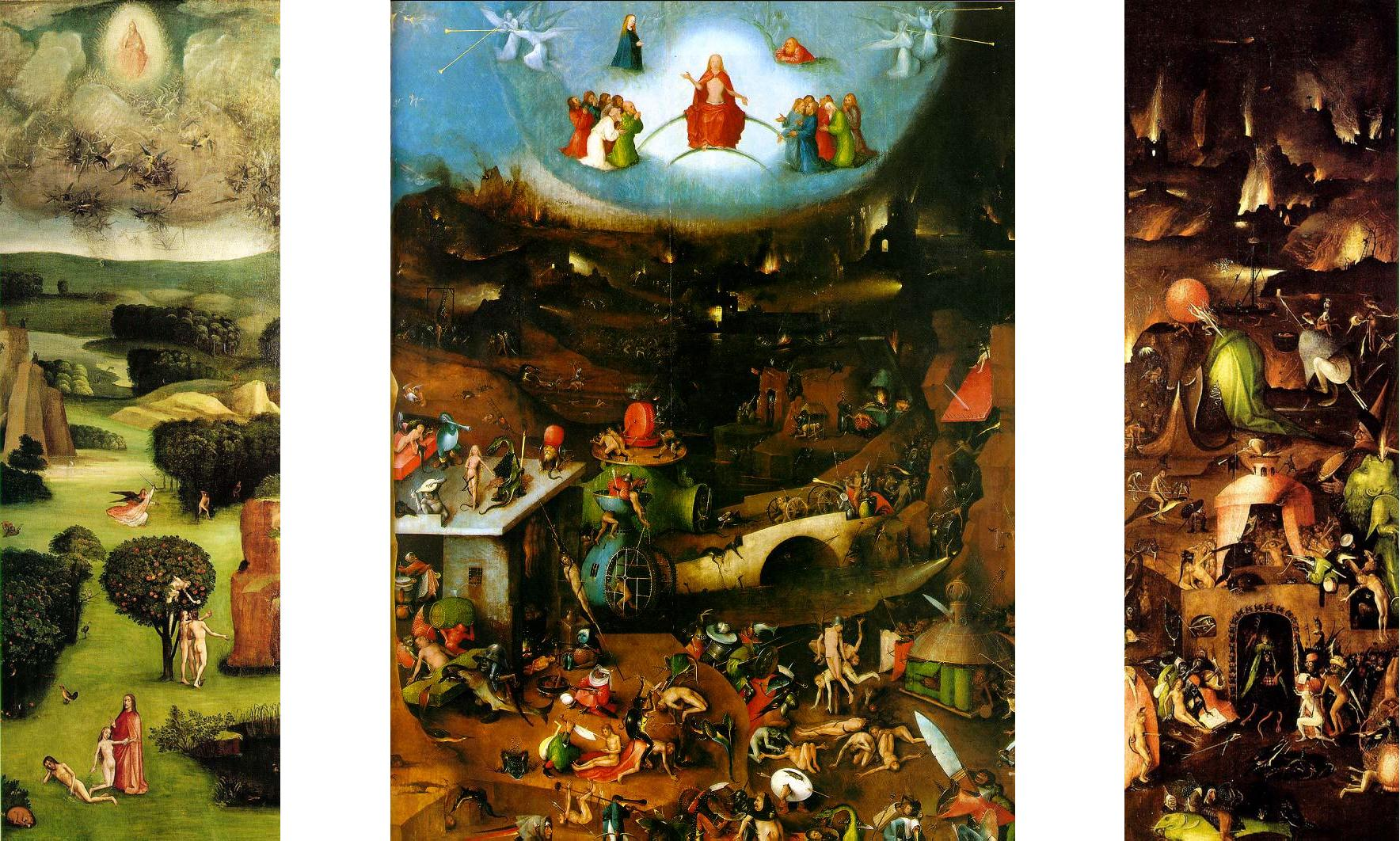
Le Jugement dernier, triptyque de Jérôme Bosch (après 1504), à l'Académie des Beaux-Arts de Vienne.

En l'absence de signature, le tableau a d'abord été considéré comme l'œuvre de Pieter Brueghel le Jeune, puis même de Jérôme Bosch (1882). Quinze ans plus tard, à l'occasion d'une restauration ayant nécessité le retrait du cadre, le professeur Wauters découvre au bas du panneau la signature et la date : « BRVEGEL MDLXII »,. Il est alors établi que l'auteur est bien Pieter Brueghel l'Ancien.
Dans son livre Pieter Bruegel l'Ancien : La Chute des anges rebelles, Tine Luk Meganck avance que La Chute des anges rebelles ne peut être l'œuvre de Bosch, car il représente un homme nu coiffé d'une coiffe de plumes, ainsi que des animaux et des poissons qui ne sont devenus connus que bien après sa mort, seulement après la découverte du Nouveau Monde.

### Trilogie
Docteur en art et conservateur en chef du Musée royal des Beaux-Arts d'Anvers, Walther Vanbeselaere (nl) a suggéré en 1944 que le tableau faisait partie d'une trilogie, avec Le Triomphe de la Mort et Margot la Folle. En 2011, ses recherches ont été soutenues et considérablement développées par Anna Pawlak (de), publiant sa thèse intitulée Trilogie der Gottessuche. Selon sa conviction, les trois peintures ont en effet été créées à l'origine dans le même genre et la même identité conceptuelle, à savoir la trilogie, qui traite du thème des vices, des voies de salut et du complexe de la présence ou de l'absence invisible de Dieu. L'unité des trois images « ne se révèle qu'au niveau qui découle non seulement des correspondances formelles, mais aussi principalement de l'essence de la synthèse mentale ». Pawlak propose de réunir les œuvres sous le nom commun : Trilogie de la recherche de Dieu,,.

La Trilogie
La Chute des anges rebelles
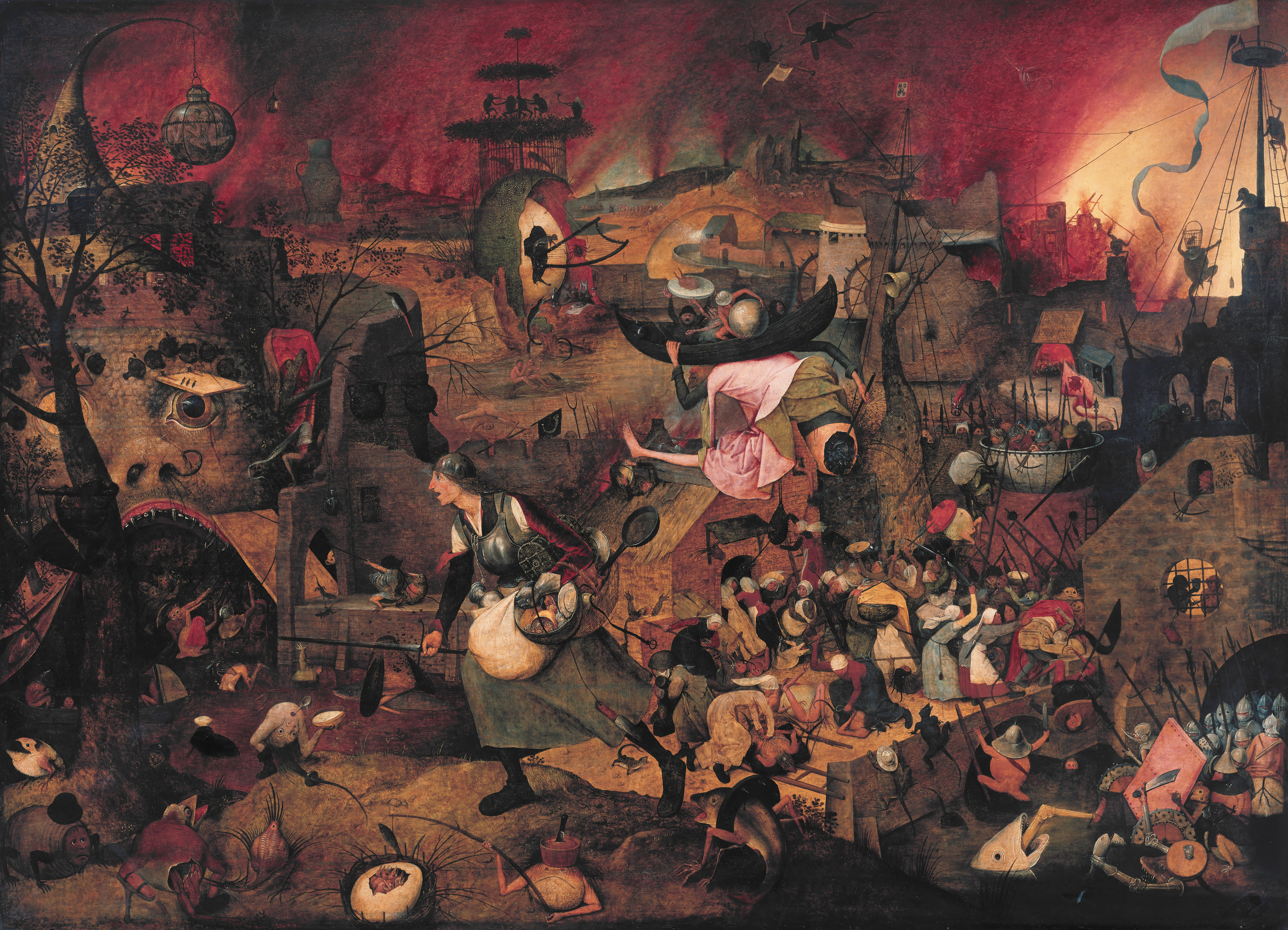
Margot la Folle
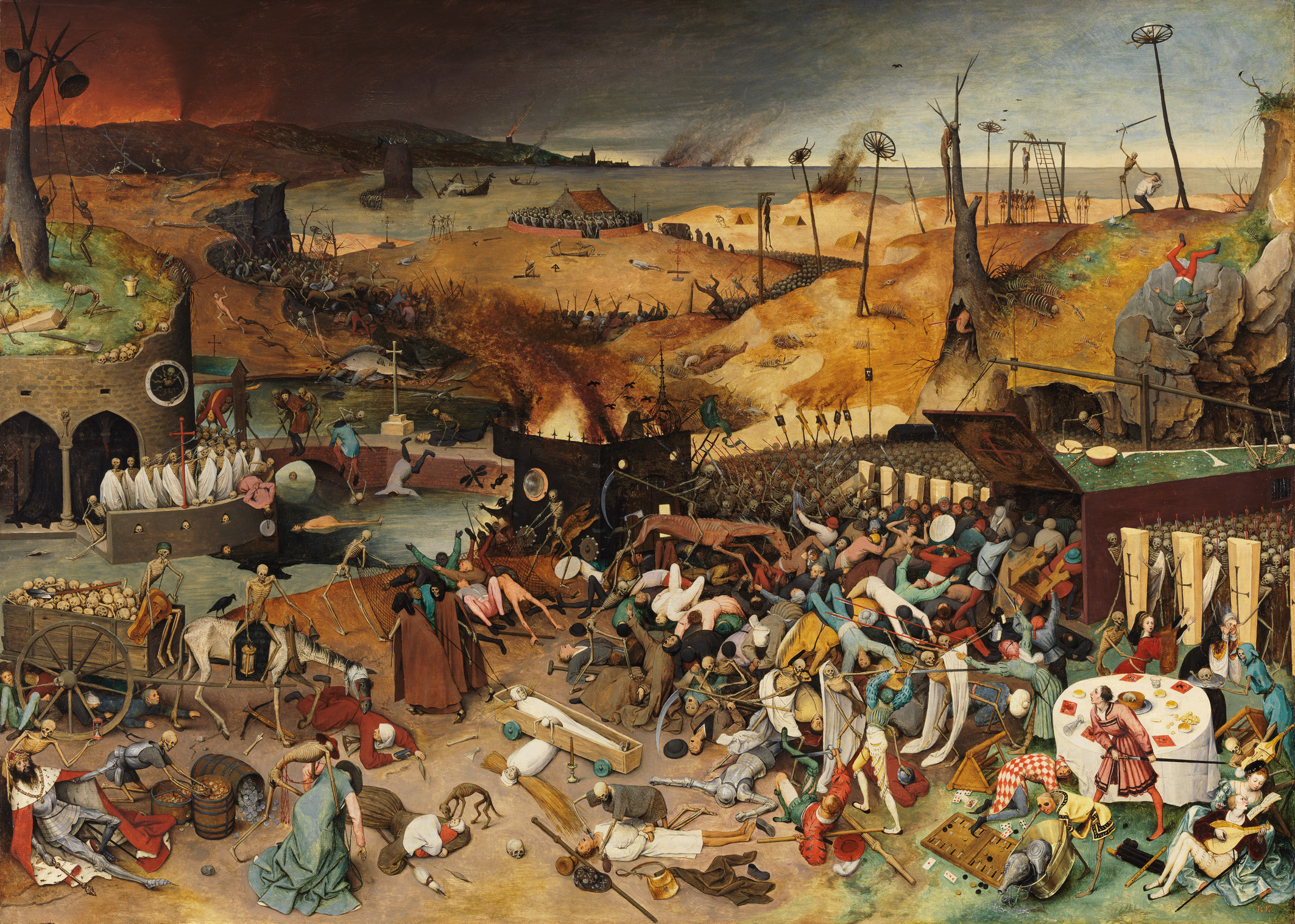
Le Triomphe de la Mort

### Numérisation
En 2018, les Musées royaux des Beaux-Arts, en collaboration avec le Google Cultural Institute, ont mis en œuvre un projet de numérisation de toutes les œuvres connues de Brueghel l'Ancien. La première image était La Chute des anges rebelles, visionnable sur la chaîne YouTube et sur la plate-forme de l'application virtuelle Google Cardboard. Directement dans le musée lui-même, il y a des écrans interactifs qui permettent de rejoindre les œuvres de Brueghel l'Ancien en réalité virtuelle,.

## Sujet
Le sujet de cette œuvre d'art est une scène biblique tirée de l'Apocalypse de Jean le Théologien (12:7 - 12:10-12), souvent représentée et très populaire.
Lucifer, conçu pour être un ange parfait, tombe du ciel à cause de son orgueil et de sa rébellion contre le plan divin de Dieu, qui est de nommer Jésus comme sauveur du peuple. Lucifer contraint un tiers des anges à suivre son exemple dans la rébellion et à l'aider à le nommer pour être le nouveau Dieu. Le péché d'orgueil a causé la chute de Lucifer et de ses compagnons et a abouti à la Guerre dans les cieux. L'archange Michel est chargé de chasser Lucifer et les anges déchus du ciel. Le conflit du bien et du mal ainsi que le vice et la vertu sont des thèmes récurrents constants dans l'œuvre de Brueghel.

## Description
La Chute des anges rebelles est une peinture à l'huile mesurant 117 cm sur 162 cm. Sur ce tableau sont représentés l'archange Michel aidé d'anges qui chassent les anges rebelles du paradis. Ces derniers tombent vers des créatures monstrueuses.

### Composition
La peinture est un paysage divisé, la partie supérieure représentant le paradis et la partie inférieure représentant l'enfer. Le paradis est illustré de bleus clairs, de couleurs vibrantes et entouré d'anges volants, tandis que l'enfer est beaucoup plus sombre, tant dans les tons que dans le caractère démoniaque des créatures. L'espace entier est rempli et peu d'espace libre est présent.
Chez Brueghel l'Ancien, contrairement à Bosch qui n'était qu'à l'origine de l'union de deux sujets iconographiques indépendants, les anges de lumière et les démons sont placés sur le même plan sans la distance qui séparait ces deux armées de lumière et de ténèbres chez ses prédécesseurs. De cette façon, la ligne qui séparait le côté des ténèbres de la lumière a été effacée.

### La milice céleste

Dans son œuvre, Brueghel l'Ancien s'éloigne de la tradition populaire de représentation de Dieu lui-même, et ne représente ce dernier que sous la forme d'une sphère incandescente.
La figure centrale est l'archange Michel en armure dorée et muni d'une épée, entouré des anges qui chassent les rebelles du ciel. La créature sur laquelle se tient l'archange est très probablement le dragon à sept têtes décrit dans l'Apocalypse (12:3). Michel est représenté en triomphe alors qu'il terrasse les anges déchus et les créatures démoniaques.
Il y a deux autres personnages importants de chaque côté de l'archange Michel qui sont vêtus de blanc pour contraster avec les couleurs sombres en dessous d'eux. Ces personnages sont de bons anges qui aident dans la lutte contre les anges rebelles.
Dans les coins supérieurs du tableau, des musiciens angéliques jouent de leurs instruments comme si la guerre entre le bien et le mal était déjà jouée : l'action de jouer des trompettes préfigure un triomphe réussi.

### Les anges déchus

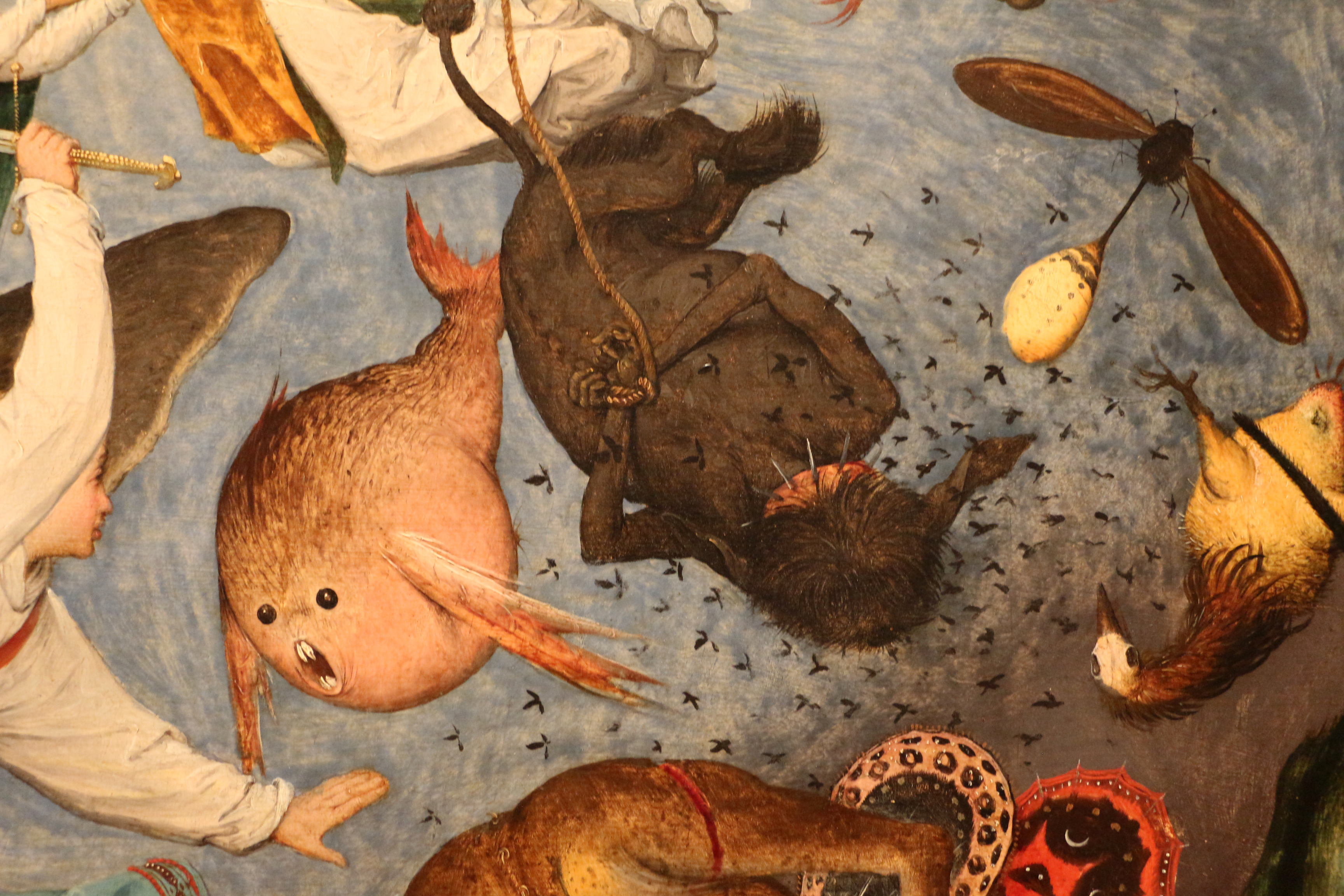
Belzébuth

Au-dessus de l'archange, il y a une cascade personnages qui sortent de ce qui ressemble à un trou dans le ciel, et qui est en fait le soleil : il s'agit de Lucifer, les anges déchus et des créatures démoniaques. À la droite du personnage central de l'archange Michel, dans la partie supérieure de l'image, une créature noire entourée de mouches est accompagnée d'une mouche géante : il s'agit de Belzébuth.
Les rebelles tombent de la moitié supérieure claire de l'image, représentant le ciel, dans les profondeurs sombres de l'enfer, représentées par la partie inférieure, où ils retrouveront des êtres fantastiques qui sortent de l'imagination du peintre. Ces figures grotesques, laides ou déformées, peintes comme des créatures mi-humaines et mi-apocalyptiques, ne sont pas sans rappeler les œuvres de Jérôme Bosch.
Contrairement aux frères de Limbourg, qui représentaient les anges rebelles comme une série de créatures tombant vers le bas, Brueghel l'Ancien dépeint ces derniers comme une dispersion de créatures zoo-anthropomorphes ailées tombant spontanément dans un chaos complet. Ses anges ont des ailes de diverses configurations, et leurs corps ressemblent à ceux des papillons, des poissons, des mi-oiseaux et des mi-grenouilles, ou même des plantes. L'évocation du papillon dans ce tableau doit être comprise dans son sens mythologique, c'est-à-dire soit comme un signe avant-coureur de la mort, soit comme un rappel des morts.

## Influences
Les inspirations de Brueghel pour la création de La Chute des anges rebelles sont multiples : Albrecht Dürer, Frans Floris, Jérôme Bosch et les œuvres passées de Brueghel lui-même.

### Dürer

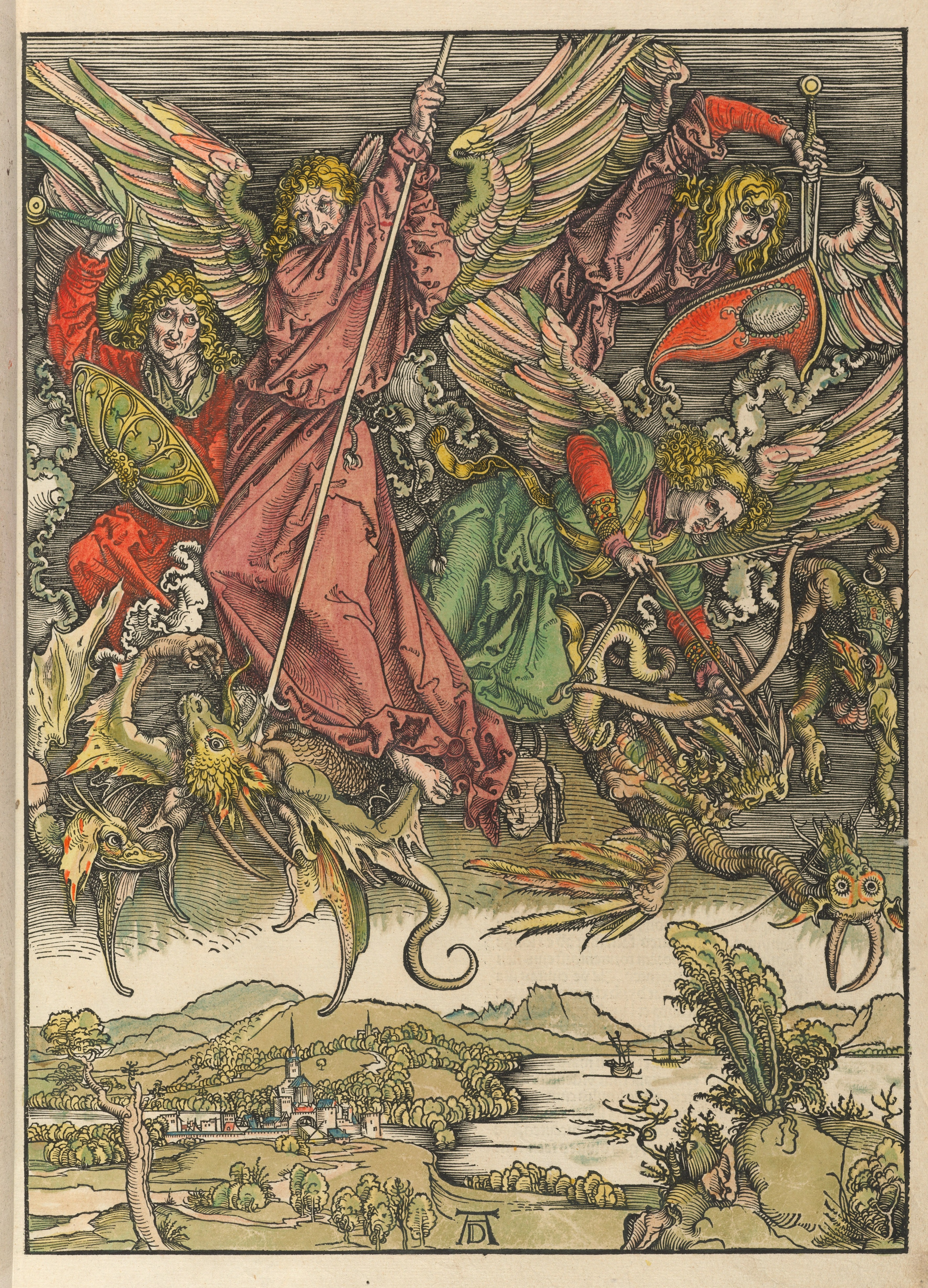
', gravure sur bois d'Albrecht Dürer

La série de gravures sur bois de Dürer de L'Apocalypse, en particulier Saint Michel combattant le dragon (en), est prise comme modèle pour donner un aperçu de la position de l'archange Michel en tant que figure centrale, debout sur le dragon avec une épée sur le corps du dragon.

### Floris

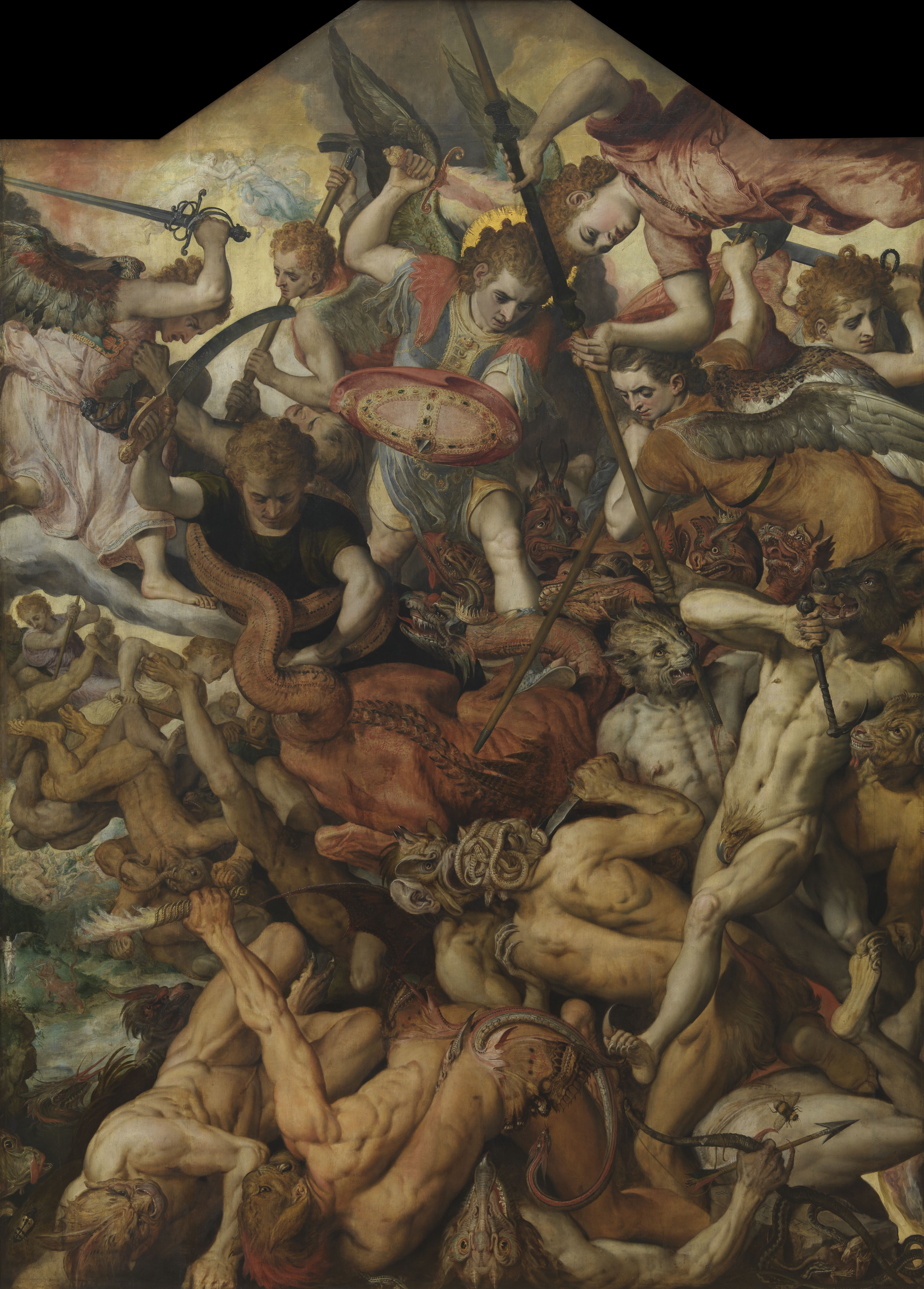
La Chute des anges rebelles, par Frans Floris (1554), au Musée royal des Beaux-Arts d'Anvers

Paul Rockett suggère que Brueghel a peut-être tiré l'idée de l'intrigue de sa peinture du tableau La Chute des anges rebelles de Frans Floris, créé en 1554. Cependant, si dans l'œuvre de ce dernier, les anges et autres créatures ont une apparence classique (des têtes de monstres sur des corps humains nus, comme dans les mythes antiques), chez Brueghel l'Ancien, ils sont une synthèse de personnes, de monstres, d'animaux et même de végétaux,.

### Bosch

Le Jardin des délices, par Jérôme Bosch (entre 1490 et 1500), au musée du Prado

Jérôme Bosch a été le principal influenceur de l'œuvre de Brueghel. En effet, ce dernier était connu pour ses travaux sur des thèmes religieux, des compositions complexes et des représentations de personnages pécheurs comme des monstres grotesques, dont beaucoup sont une combinaison de traits humains ainsi que ceux reconnaissables chez les animaux.
En particulier, son triptyque Le Jardin des délices dépeint des créatures hybrides et explore l'idée des vices et des vertus ainsi que du bien contre le mal. Les créatures hybrides sont représentées à l'extrême droite du triptyque avec le paysage sombre et infernal.
Le Jugement dernier de Bosch a également influencé l'œuvre de Brueghel. À l'extrême gauche du triptyque, Bosch a sa version des anges rebelles déchus tombant du ciel. Brueghel agrandit la scène et prend pour thème principal les anges déchus. Après tout, Brueghel était connu comme un second Bosch ou un imitateur de Bosch en raison des techniques et des concepts similaires qu'ils utilisaient. Bosch et Brueghel dessinaient d'abord avec un pinceau, puis appliquaient une fine couche de pigment, et continuaient ainsi de suite à ajouter des couches. Leurs techniques étaient si similaires que dans de nombreux cas, il était difficile de les différencier.

### Propres œuvres
On retrouve les musiciens angéliques de La Chute des anges rebelles dans un dessin réalisé par Brueghel en 1558 du Jugement dernier. On pense que les figures d'anges avec les trompettes de ce tableau sont les frères et sœurs des anges du dessin. La Dulle Griet de Brueghel a été créée la même année avec le même concept de figures infernales déformées. Vers le bas, il y a un poisson avec une jambe humaine qui en sort, semblable à la figure avec une tête humaine sur un corps d'animal dans La Chute des anges rebelles.

### École italienne

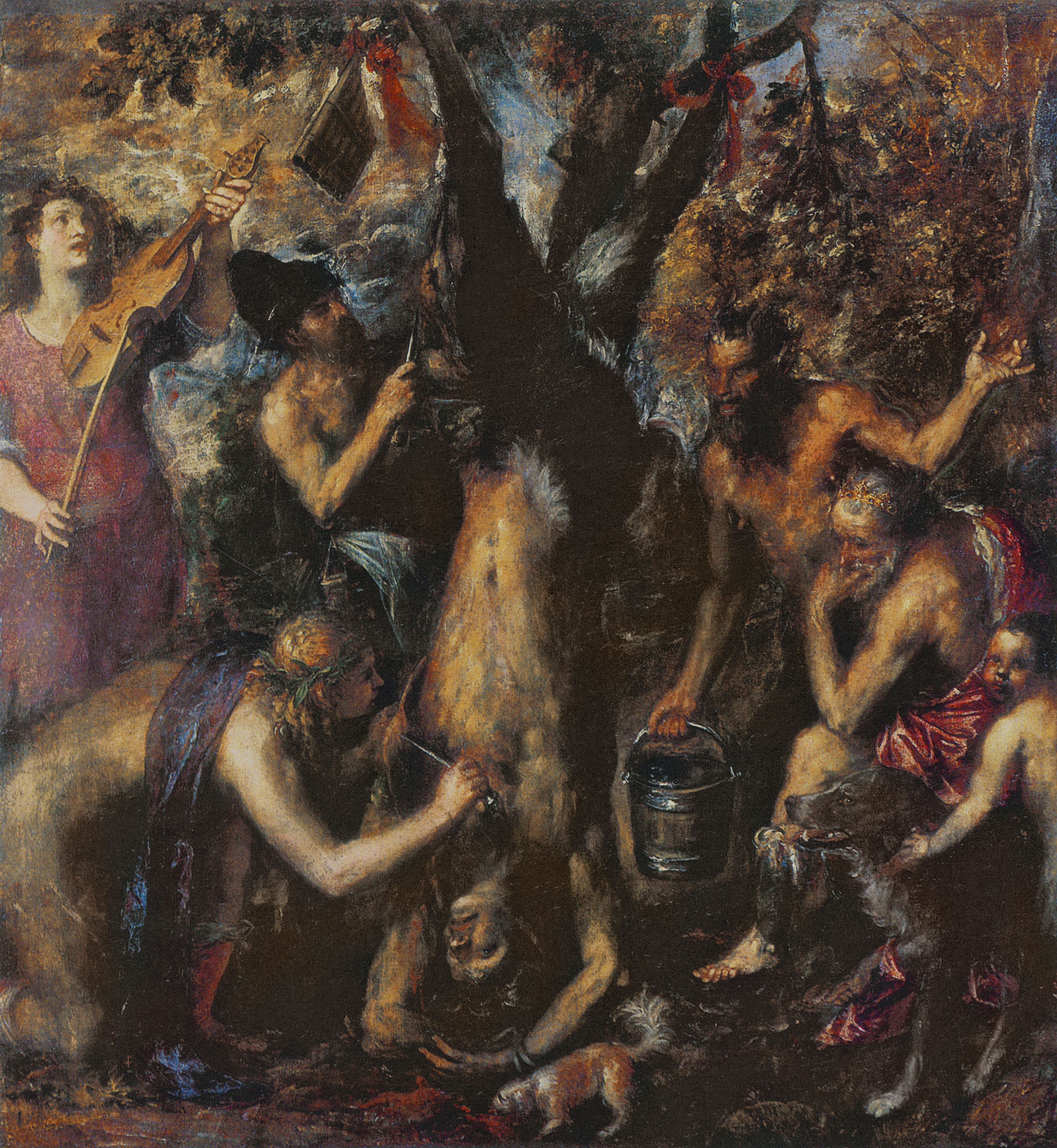
Le Supplice de Marsyas, par Le Titien (entre 1570 et 1576), au musée épiscopal de Kroměříž

L'influence de l'école italienne de peinture sur Brueghel l'Ancien se retrouve dans la représentation des anges rebelles. Ils ont été représentés avec la même quantité de tragédie et d'expression avec laquelle Michel-Ange a représenté les pécheurs en enfer sur le plafond de la chapelle Sixtine ou avec laquelle Titien a peint Le Supplice de Marsyas.

## Interprétations
Il y a eu une comparaison entre cette œuvre d'art et des cabinets de curiosités. Parce que cette peinture est si pleine et représentée avec des objets naturels et artificiels, Tine Luk Meganck déclare qu'il s'agit du propre cabinet de curiosités de Brueghel dépeint comme une œuvre d'art. Brueghel utilise des objets naturels (naturalia) tels qu'un papillon, un poisson et d'autres créatures connues. Il utilise également des objets artificiels (artificialia) tels que les instruments, les armures et les armes. L'incorporation d'objets naturels et artificiels reflète sa position sur ce qu'il ressent à propos de la nouvelle terre étrangère des Amériques.
Margaret A. Sullivan, critique d'art et chercheuse indépendante sur l'œuvre de Pieter Brueghel l'Ancien établit des parallèles avec Margot la Folle. Dans ce dernier, le personnage principal porte un casque. Dans La Chute des anges rebelles, certaines créatures portent également des casques ou des couronnes. Sullivan en vient à la conclusion que c'est ainsi que l'artiste met l'accent sur le pouvoir et l'autorité concentrés dans les personnages qui les portent.
Le journaliste britannique Tom Lubbock cite les Curiosités esthétiques de Charles Baudelaire, dans lesquelles le poète établit des rapports entre Goya et Brueghel : « Le grand mérite de Goya consiste à créer le monstrueux vraisemblable. Ses monstres sont nés viables, harmoniques. Nul n’a osé plus que lui dans le sens de l’absurde possible. Toutes ces contorsions, ces faces bestiales, ces grimaces diaboliques sont pénétrées d’humanité. » Il ajoute : « Les monstres de Brueghel, plus monstrueux encore que ceux de Goya, ont une vie bouillonnante en eux : ils crient, se tordent, grognent, se heurtent. La lutte des démons sauvages et révoltants contre les anges maigres, délicats et proprets est le genre de confrontation auquel Brueghel est souvent attiré : gros contre maigre, gloutons contre prudes. Il n'est pas tout à fait du parti du diable, mais il peut certainement se sentir des deux côtés. »

## Dans la culture populaire
Une reproduction du tableau apparaît au début du clip de la chanson Blood Sweat & Tears du groupe sud-coréen BTS. Alors que le groupe se promène un peu joyeusement dans un musée, le membre Jin s'arrête devant le tableau et l'observe brièvement avec un comportement plus sérieux. C'est à ce moment que la chanson commence.
La peinture a également été présentée dans une collaboration entre Supreme et Undercover, la marque de vêtements japonaise de Jun Takahashi (en). La collection est sortie au cours de la saison automne/hiver 2016 et comportait la peinture sur une veste entièrement imprimée et un autocollant.
Damiano David, le chanteur du groupe de rock italien Måneskin, s'est fait tatouer l'œuvre sur le dos[réf. souhaitée].

## Détails

Détails
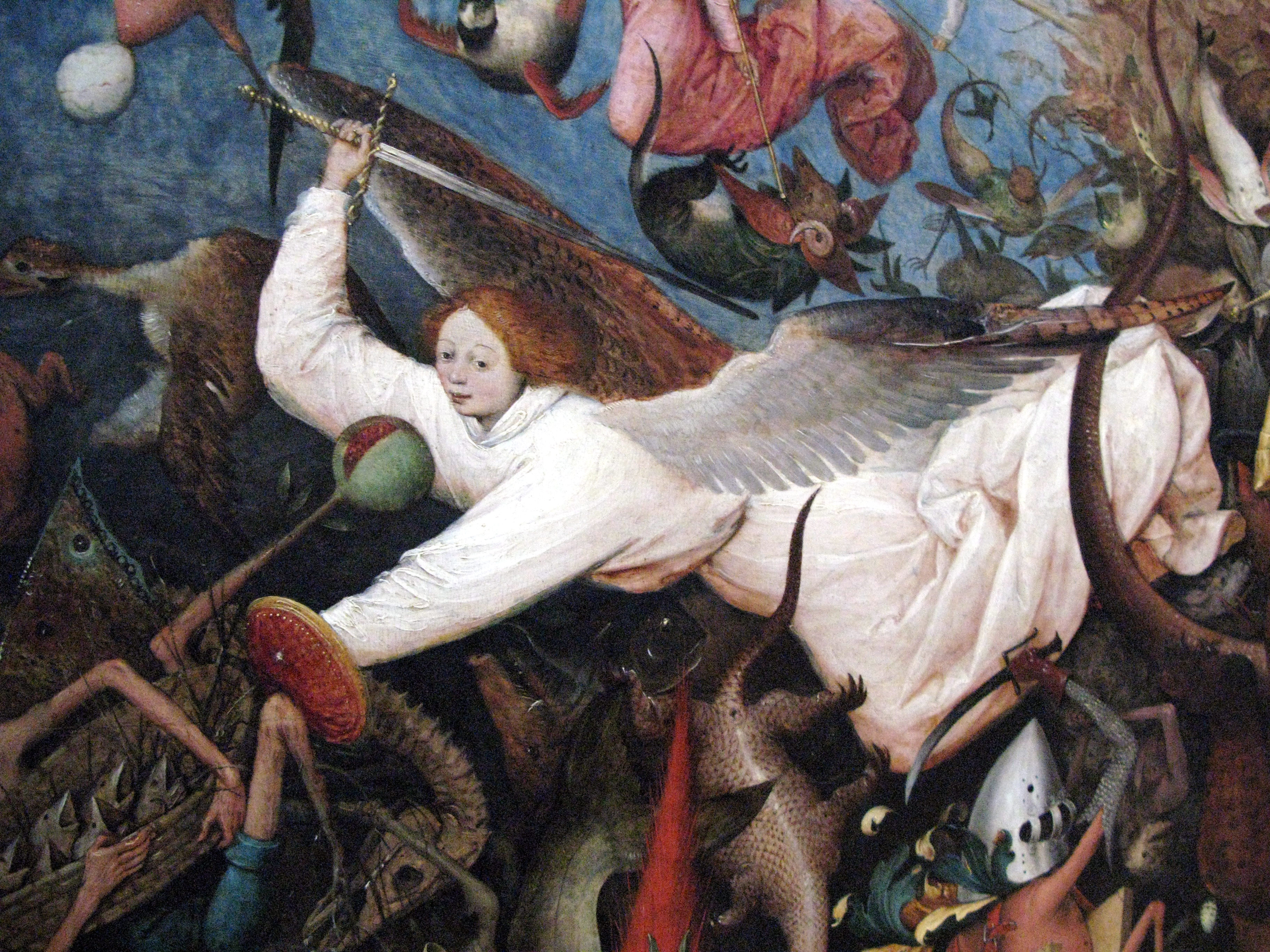
Un ange luttant contre les rebelles
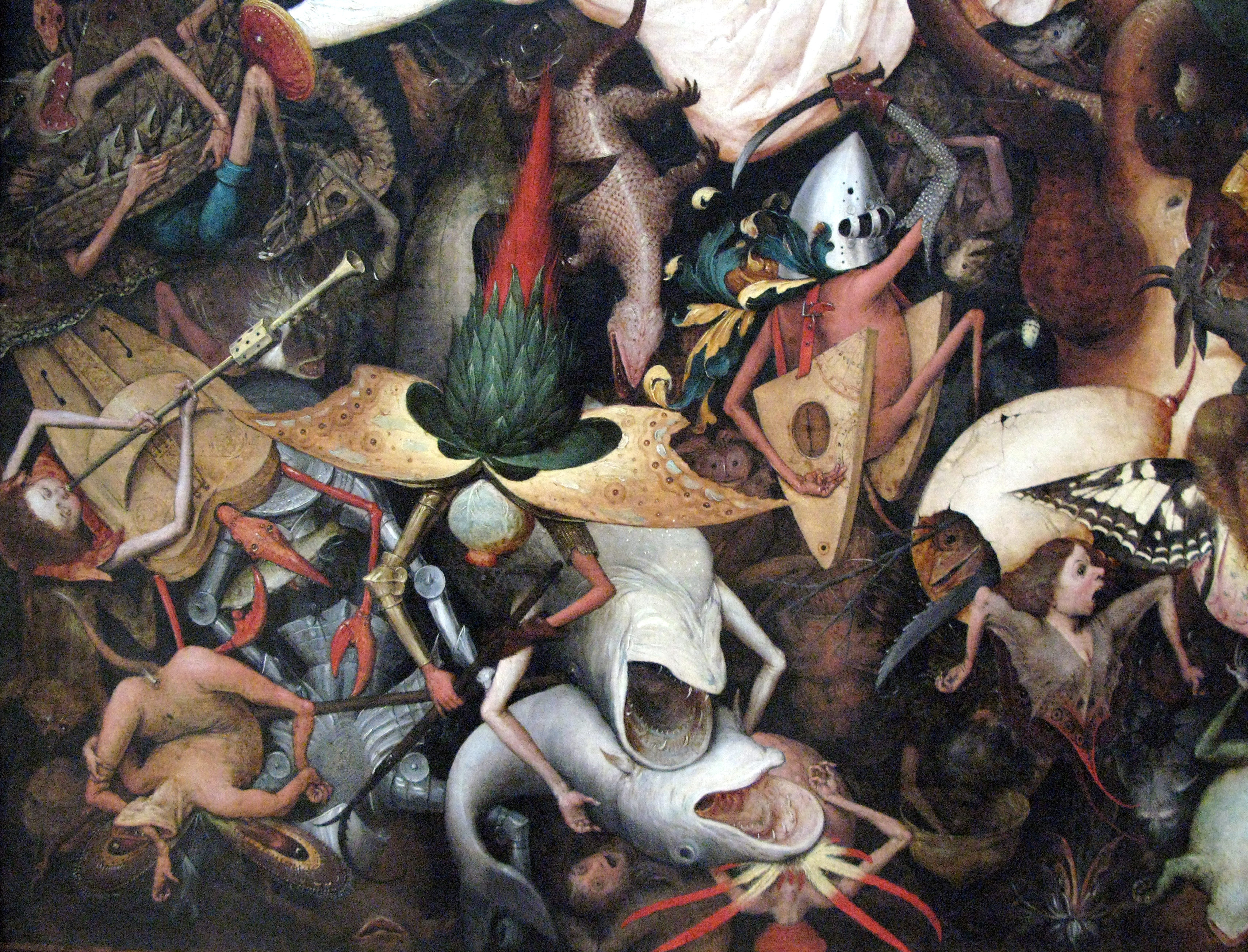
Les anges déchus
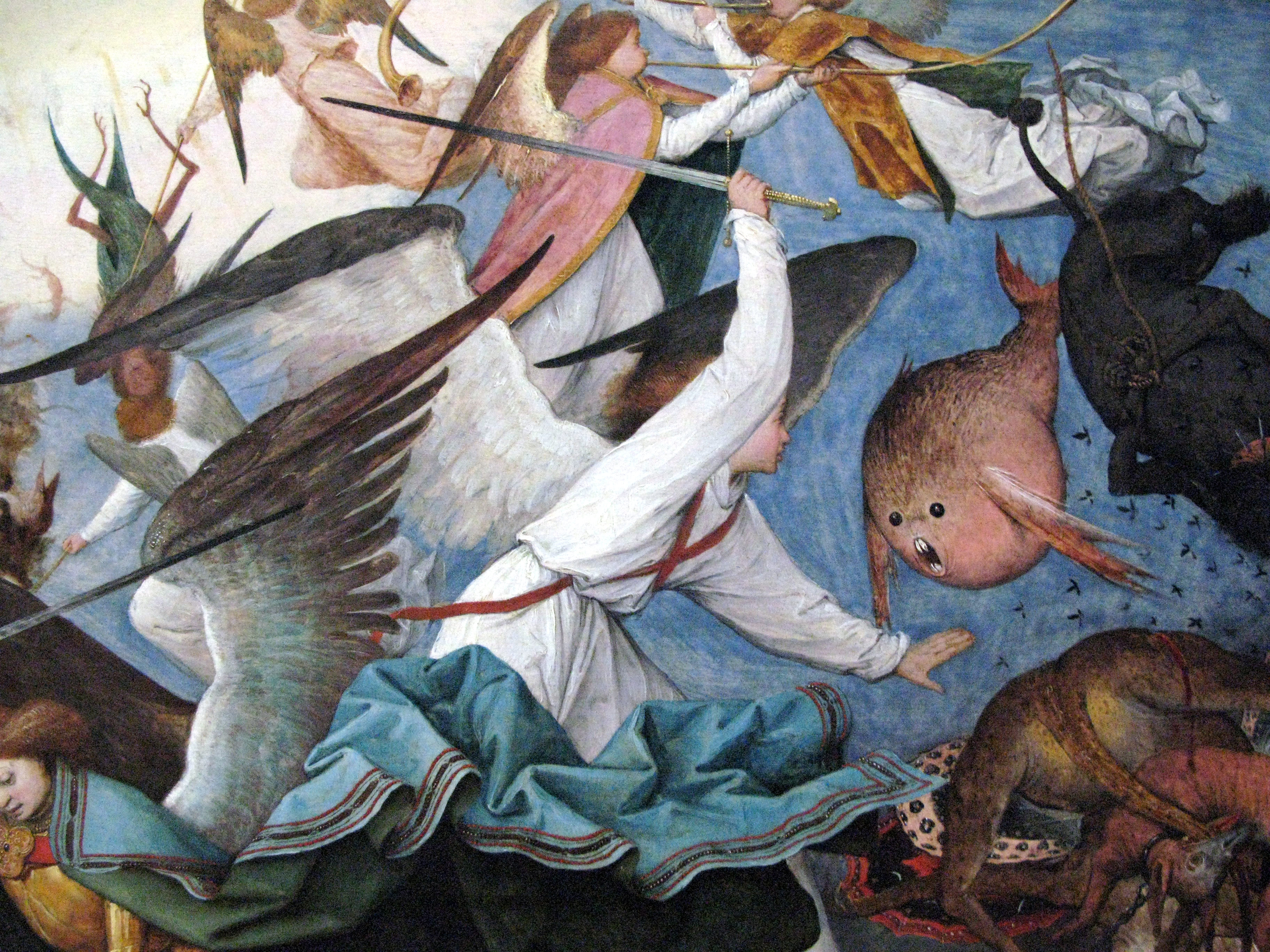
Un ange luttant contre les rebelles
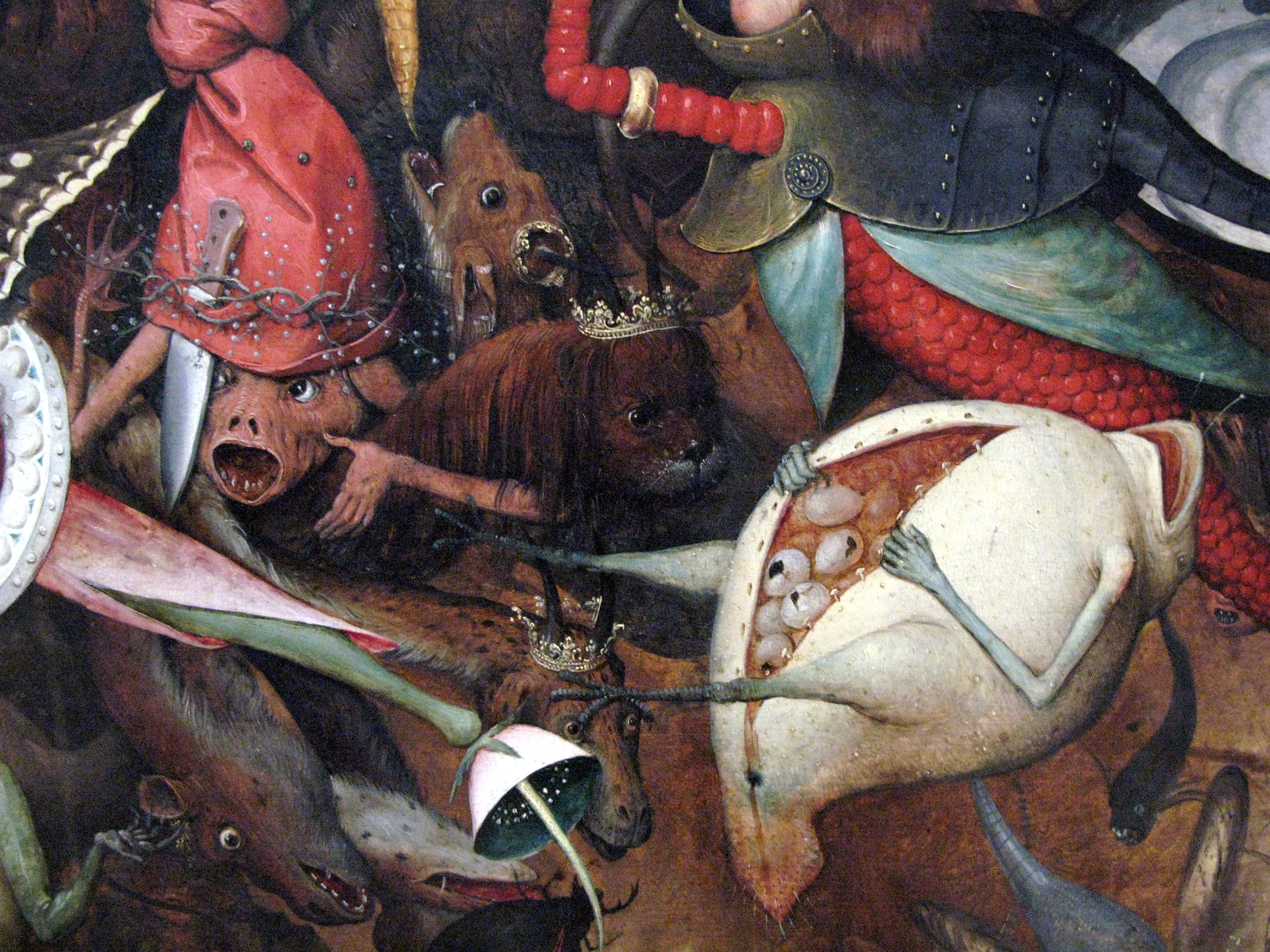
Monstres et démons
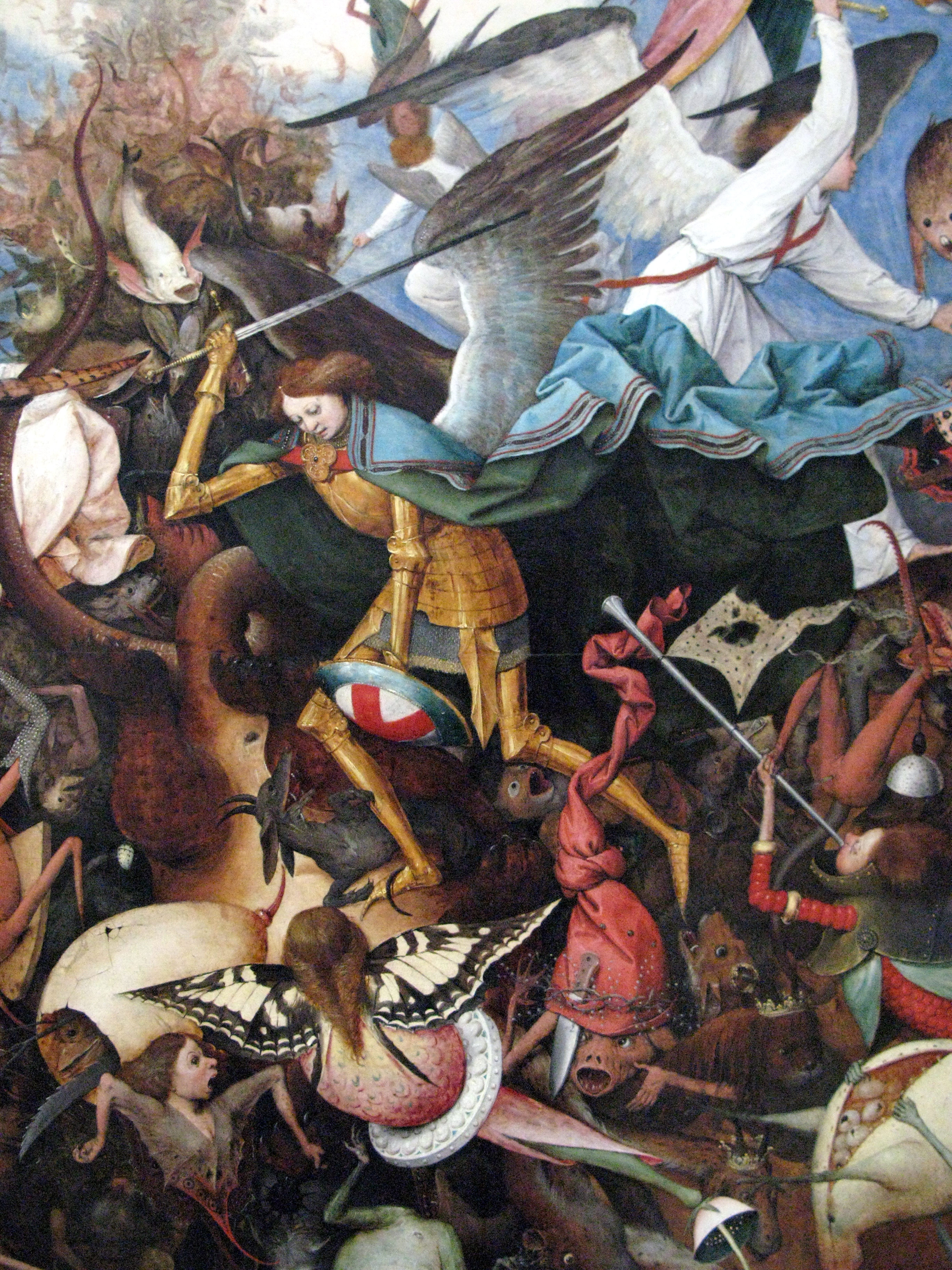
L'archange Michel
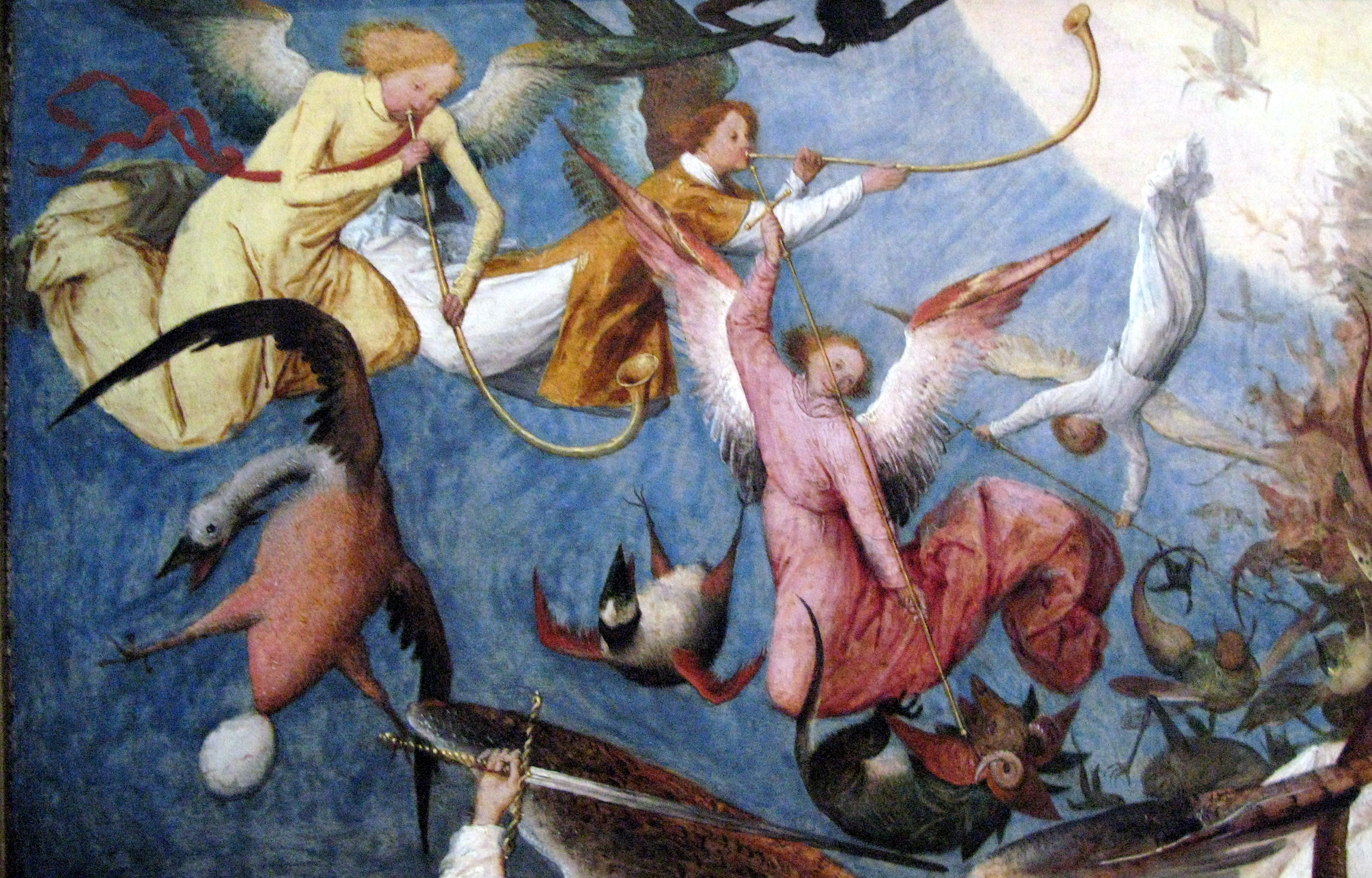
Les anges musiciens
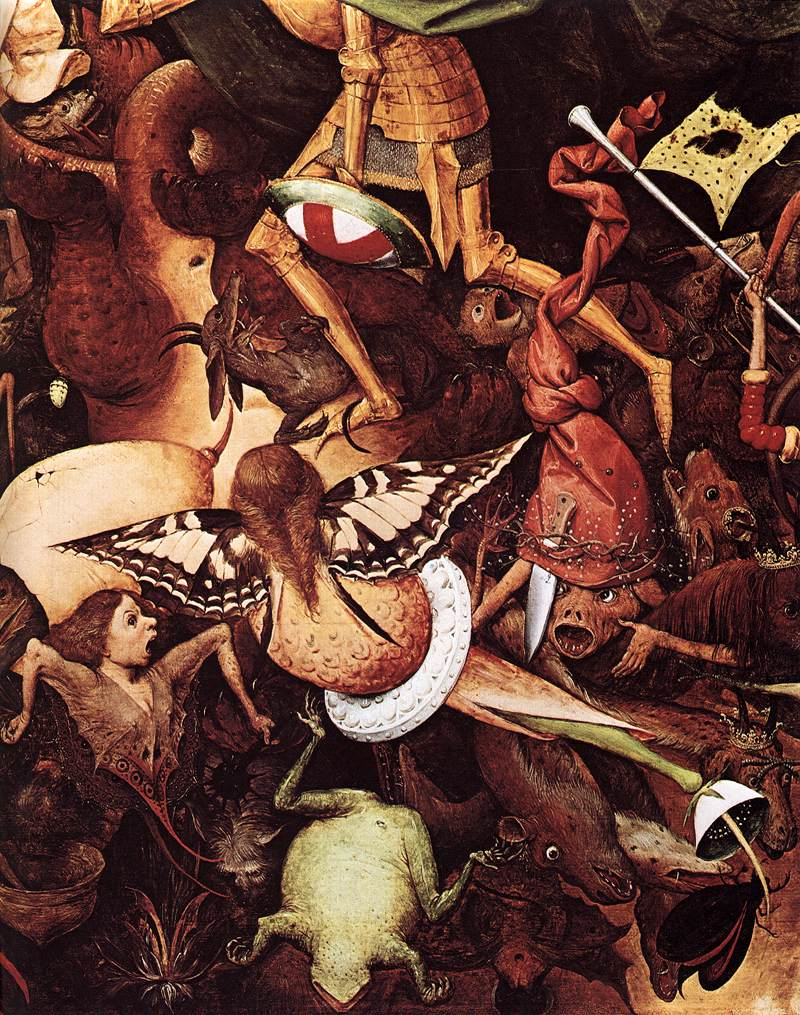
Monstres mi-humains mi-animaux

## Sources

### En français
- Tine Luk Meganck, Pieter Bruegel l'Ancien : La Chute des anges rebelles, Silvana Editoriale, 2019, 200 p. (ISBN 978-8836642908)

### En anglais
- (en) Joseph Koerner (en), Bosch and Bruegel from Enemy Painting to Everyday Life, Princeton University Press, 2016
- (en) Nadine Orenstein, Pieter Bruegel the Elder: Drawings and Prints, New York, Yale University Press, 2001
- (en) Paul Rockett, Pieter Bruegel the Elder, Rosen Publishing Group, 2016 (ISBN 978-1508170600), p. 22-23
- (en) Wolfgang Stechow, Pieter Bruegel the Elder, New York, Harry N. Abrams, 1990

- (en) Margaret A. Sullivan, Bruegel and the Creative Process, 1559-1563, 2010 (ISBN 978-0815387862), p. 69

### En allemand
- (de) Anna Pawlak (de), Trilogie der Gottessuche : Pieter Bruegels d. Ä. Sturz der gefallenen Engel, Triumph des Todes und Dulle Griet, Berlin, 2011, p. 25-86

- (de) Roger Marijnissen (nl) et Max Seidel (it), Bruegel, Stuttgart, Belser, 1969, p. 45, 138 f.

### En russe
- (ru) Алдобаева М., Всемирная история. Энциклопедия в 14 томах, t. 2, ОЛМА-ПРЕСС Образование (ISBN 5-94849-602-3), p. 63
- (ru) Замкова М. В., Шедевры мировой живописи в вашем доме - Прадо, ОЛМА-ПРЕСС Образование (ISBN 5-94849-152-8), p. 94-95
- (ru) Майкапар А., Питер Брейгель Старший, ЗАО «ИД «Комсомольская правда»,‎ 2010 (ISBN 9785747500273), p. 15
- (ru) Котельникова Т. М., Брейгель, Moscou, ОЛМА-ПРЕСС Образование,‎ 2004 (ISBN 5-94849-557-4), p. 94-95